# Wild Ones (canção)
"Wild Ones" é uma canção do rapper norte-americano Flo Rida, gravada para o álbum de estúdio homônimo, o quarto de sua carreira. Conta com a colaboração da cantora australiana Sia, sendo composta por Tramar Dillard, Marcus Cooper, Sia Furler, Axel Hedfors, Raphaël Judrin, Jacob Luttrell, Ben Maddahi, Pierre-Antoine Melki e produzida por soFLY & Nius, Axwell. Uma versão remix intitulado "Wild Ones Two" de Jack Back com participação de David Guetta, Nicky Romero e Sia foi lançado em 14 de fevereiro de 2012. A canção juntamente com a música "Good Feeling" foram selecionados para servir de músicas oficiais do WrestleMania XXVIII.

## Faixas
- CD single[3]

1. "Wild Ones" (Versão do álbum)
2. "Good Feeling" (Carl Tricks Remix)

- Download digital[4]

1. "Wild Ones" – 3:53

## Posições e certificações
| Paradas (2011–12)                                    | Posição de pico |
| ---------------------------------------------------- | --------------- |
| Austrália (ARIA)                                     | 1               |
| Áustria (Ö3 Austria Top 75)                          | 3               |
| Bélgica (Ultratop 50 de Flandres)                    | 8               |
| Bélgica (Ultratop 50 da Valônia)                     | 13              |
| Brasil - Billboard Brasil Hot 100                    | 3               |
| Canadá (Canadian Hot 100)                            | 1               |
| Croácia (Airplay Radio Chart)                        | 12              |
| República Checa (Rádio Top 100)                      | 13              |
| Dinamarca (Hitlisten)                                | 11              |
| Finlândia (Suomen virallinen lista)                  | 6               |
| França (French Singles Chart)                        | 11              |
| O campo songid é OBRIGATÓRIO PARA PARADA ALEMÃ       | 6               |
| Honduras (Honduras Top 50)                           | 1               |
| Hungria (Dance Top 40)                               | 5               |
| Hungria (Rádiós Top 40)                              | 1               |
| Irlanda (IRMA)                                       | 3               |
| Israel (Media Forest)                                | 3               |
| México Mexico Top Inglés (Monitor Latino)            | 4               |
| México Mexico (Billboard Mexican Airplay)            | 7               |
| Países Baixos (Dutch Top 40)                         | 7               |
| Nova Zelândia (Recorded Music NZ)                    | 1               |
| Noruega (VG-lista)                                   | 1               |
| Polónia (Polish Airplay Top 100)                     | 2               |
| Roménia (Romanian Top 100)                           | 13              |
| Escócia (Scottish Singles Chart)                     | 4               |
| Eslováquia (Rádio Top 100)                           | 3               |
| Espanha (PROMUSICAE)                                 | 23              |
| Suécia (Sverigetopplistan)                           | 3               |
| Suíça (Schweizer Hitparade)                          | 3               |
| Reino Unido (UK Singles Chart)                       | 1               |
| Estados Unidos (Billboard Hot 100)                   | 5               |
| Estados Unidos (Billboard Mainstream Top 40)         | 2               |
| Estados Unidos (Billboard R&B/Hip-Hop Songs)         | 82              |
| Estados Unidos (Billboard Hot Rap Songs)             | 8               |
| Estados Unidos (Billboard Dance Club Songs)          | 30              |
| Estados Unidos (Billboard Adult Top 40)              | 18              |
| Venezuela Venezuela Pop Rock General (Record Report) | 8               |

 
|

### Certificações
| País — Certificador (Vendas) | Certificação (limiares de vendas) |
| ---------------------------- | --------------------------------- |
| Austrália — ARIA             | 2× Platina                        |
| Dinamarca — IFPI Dinamarca   | Ouro                              |
| Nova Zelândia — RIANZ        | Platina                           |

## Histórico de lançamento
| País           | Data                    | Formato          | Editora discográfica |
| -------------- | ----------------------- | ---------------- | -------------------- |
| Estados Unidos | 19 de Dezembro de 2011  | Descarga digital | Atlantic Records     |
| Reino Unido    | 19 de Dezembro de 2011  | Descarga digital | Atlantic Records     |
| Portugal       | 19 de Dezembro de 2011  | Descarga digital | Atlantic Records     |
| Alemanha       | 17 de Fevereiro de 2012 | CD single        | Atlantic Records     |